# دهستان قلعه قافه
قصبه قلعه قافه، دهستانی است از توابع بخش مرکزی شهرستان مینودشت استان گلستان ایران.

## جمعیت
جمعیت این دهستان بر اساس سرشماری سال ۱۳۸۵ جمعیت آن ۵٬۱۷۲ نفر (۱٬۳۳۸ خانوار)
بوده است.